# Ante Rukavina
 Ovo je glavno značenje pojma Ante Rukavina. Za hrvatskog književnika pogledajte Ante Rukavina (književnik).
Ante Rukavina (Šibenik, 18. lipnja 1986.), hrvatski je umirovljeni nogometaš.

## Klupska karijera

### Šibenik
U Šibeniku je Rukavina nastupao u mladim selekcijama još od kad je imao 9 godina. Sporije se razvijao od vršnjaka i nije nagovještavao mnogo. Nakon sezone u 2. ligi gdje se nije toliko naigrao, u 1. HNL mladi je napadač zabio 8 pogodaka u prvoj polusezoni, od toga 3 Dinamu (2 na Maksimiru) i 1 Hajduku. Svojim pogodcima, asistencijama, brzinom i sjajnom tehnikom ubrzo je privukao pažnju najbolja 2 hrvatska kluba, a i raznih poznatih iz inozemstva. Tako su ga na Šubićevcu pratili skauti (pa i viši dužnosnici) Lyona, Arsenala, Marseillea, Benfice, Sportinga i ostalih. Zdravko Mamić javno je odaslao ponudu od milijun eura, Lyon navodno i 6 milijuna uz javno izražen interes za igrača, ali je Rukavina ipak prije svih dogovorio prelazak u redove splitskog Hajduka. Ugovor na 4 godine službeno je potpisan 4. siječnja 2007. Prvotni dogovor bio je dolazak u Hajduk na ljeto, no, nakon pritiska uprave splitskog kluba, u bili se dres obukao već na proljeće 2007. Sa Šibenikom je imao tek amaterski ugovor, a profesionalni nije potpisao nakon što ga je pod svoje uzeo menadžer Siniša Šošo iz menadžerske agencije Pharos, pa ga usmjerio prema Splitu. Za njegov prelazak u Hajduk, Šibenik je dobio 3 milijuna kuna, plus još 40% od sljedećeg Rukavininog transfera u Panathinaikos. 
 
Za vrijeme igranja u Šibeniku dobio je nagradu Večernjeg lista za najveću nadu hrvatskog nogometa, dok je za mladu reprezentaciju debitirao je 15. ožujka 2006. protiv Italije u Umagu, te minutu nakon što je u 56. minuti ušao umjesto Josipa Barišića postigao i svoj prvi pogodak.

### Hajduk
Dolazak Rukavine u Hajduk kao veliki je trijumf slavio predsjednik kluba Branko Grgić, a veliku je euforiju podigao u cijelom Splitu, pa ga je na prvom treningu pratilo 200-injak ljudi. Debitirao je ušavši na poluvremenu protiv Osijeka (3:0) kada ga je pljeskom dočekalo desetak tisuća ljudi na Poljudu. U narednim utakmicama nije odigrao za pamćenje, no svejedno, izbornik reprezentacije Slaven Bilić pozvao ga je za kvalifikacijski susret s Makedonijom, iako tamo nije konkurirao za momčad. Hat-trickom za mladu reprezentaciju protiv Slovenije nagovijestio je povratak u formu. Međutim, to mu je odgodila ozljeda gležnja koja se dogodila baš po dolasku njegovog bivšeg trenera na klupu Hajduka.
Do kraja prve sezone nije se upisao u strijelce, podignuvši tako mnogo sumnji u ispravnost tako brzog prelaska iz Šibenika u Split. Prvijenac ipak dolazi u 11. utakmici za Hajduk, i to hat-trick protiv Intera (7:1) na Poljudu. Do zimske stanke, ipak, od velike nade i prvotimca postaje zamjena Kaliniću i Verpakovskisu. U proljetnom se dijelu sezone napokon budi te zaustavlja zvižduke s tribina, iako do prilike dolazi tek nakon ozljede spomenutog latvijskog reprezantativca. Sezonu završava s 9 pogodaka, te nakon posljednje utakmice, nezadovoljan sezonom, traži raskid ugovora ili transfer iz kluba, pri čemu je jedno vrijeme najvjerojatnija opcija bila zagrebački Dinamo. Kad se činilo kako će doći do tog transfera, Zdravko Mamić, na iznenađenje, odustaje. 
Ipak, kako raskid nije dobio, korigiran mu je ugovor prema kojem je mogao otići za iznos od 2,8 milijuna eura, osim ako bi kupac bio Dinamo pri čemu se ta cijena još podiže. Nakon odrađenog jednog dijela priprema s klubom, tokom kojih biva najbolji strijelac i jedan od boljih igrača momčadi, cijenu iz ugovora ponudio je grčki Panathinaikos.
Statistika u Hajduku
| Natjecanje        | Nastupi | Zgoditci |
| ----------------- | ------- | -------- |
| Prvenstvo         | 35      | 9        |
| Kup               | 9       | 3        |
| Superkup          | 0       | 0        |
| Međunarodne       | 4       | 0        |
| Splitski podsavez | 0       | 0        |
| Ukupno            | 48      | 12       |
| Prijateljske      | 14      | 9        |
| Sveukupno         | 62      | 21       |

### Panathinaikos
Dana 5. srpnja 2008. godine Rukavina potpisuje četverogodišnji ugovor za grčkoga doprvaka. Novac od transfera se nakon oduzimanja onog što je Hajduk u njega uložio, podijelio po pola između kluba i igračevih zastupnika, a 40% Hajdukovog dijela otišlo je Šibeniku. 

### Dinamo Zagreb
Rukavina je 27. srpnja 2010. godine potpisao petogodišnji ugovor s klubom iz Zagreba. U prve dvije sezone u Maksimiru, Ante Rukavina je s Dinamom osvojio dvije dvostruke krune te igrao Europsku ligu (2010./11.) i Ligu prvaka (2011./12.), postigavši u europskim utakmicama čak 7 pogodaka, uključujući i 3 pogotka u dva dvoboja u 2. pretkolu Lige prvaka 2012./13. protiv Ludogoreca (Bugarska).

### Lokomotiva Zagreb
U kolovozu 2014. Ante odlazi na posudbu u Lokomotivu.

### Viborg FF
3. kolovoza 2015. godine Rukavina je postao novi igrač danskoga prvoligaša Viborga kada je nekadašnji standardni igrač zagrebačkoga Dinama završio dogovore za jednogodišnju posudbu u redove tada devetoplasirane momčadi tamošnje lige. Njegova godišnja plaća u Maksimiru iznosila je gotovo 650 tisuća eura godišnje, a nakon dogovora o posudbi jedan veći dio toga iznosa (do 200 tisuća eura) plaćat će danski klub. Rukavina je u Viborg FF stigao po želji trenera Johnnyja Mølbyja, nekadašnjega veznjaka danske nogometne reprezentacije.

### Kraj karijere
U listopadu 2016. godine je se Rukavina oprostio od nogometa i završio svoju karijeru u 30. godini.

## Reprezentativna karijera
U hrvatskoj nogometnoj A reprezentaciji nije nastupio a u mlađim selekcijama ima nastupe u dobnim uzrastima do 20 godina i do 21. godine.

## Priznanja

### Klupska
Panathinaikos
- Prvenstvo Grčke u nogometu (1) : 2009./10.
- Grčki nogometni kup (1) : 2009./10.

Dinamo Zagreb
- Prva HNL (4) : 2010./11., 2011./12., 2012./13., 2013./14.
- Hrvatski nogometni kup (2) : 2010./11., 2011./12.
- Hrvatski nogometni superkup (1) : 2013.

## Vanjske poveznice
- Ante Rukavina na hnl-statistika.com
- Ante Rukavina na sportnet.hr  Arhivirana inačica izvorne stranice od 20. kolovoza 2010. (Wayback Machine)